# Призрачная непрерывность тонов
Призрачная непрерывность тонов — слуховая иллюзия, возникающая, когда тон прерывается на короткое время (приблизительно 50 мс или менее), в течение которого воспроизводится узкая полоса шума. Шум, однако, должен быть достаточно высокого уровня, чтобы эффективно маскировать разрыв. Независимо от того, имеет ли тон постоянную, повышающуюся или понижающуюся высоту, ухо воспринимает тон как непрерывный, если разрыв в 50 мс (или менее) маскируется шумом. Однако, поскольку человеческое ухо очень чувствительно к внезапным изменениям, для успеха иллюзии необходимо, чтобы амплитуда тона в области разрыва не уменьшалась или увеличивалась слишком резко.
Скорее всего, это происходит из-за того, что человеческое ухо приспособлено отфильтровывать фоновые шумы от сигналов (визуальных, акустических, тактильных и т. д.), чтобы показать сигнал, нарушенный шумом, как одно событие, а не несколько. (Более длительное изменение сигнала может означать другое событие.)

## Отношение к другим слуховым иллюзиям
Иллюзорная непрерывность является антагонистической с иллюзорным разрывом. В то время как иллюзорная непрерывность восстанавливает перцептивную непрерывность затемненных звуков, иллюзорная непрерывность нарушает восприятие, даже если звук действительно непрерывен. Слушатели, сильно восприимчивые к иллюзорной неоднородности, не воспринимают призрачную непрерывность тонов.